# 1-庚醇
1-庚醇（英語：1-heptanol），又稱為正庚醇，是一種醇類有機化合物，其化學式為CH3(CH2)6OH。正庚醇是一種無色透明的液體，難溶於水，但可混溶於乙醚或乙醇。